# A Queen’s Blade szereplőinek listája
Ez a lista a Hobby Japan Queen’s Blade játékkönyvsorozatának és azok anime-, manga-, light novel- és videójáték-feldolgozásainak szereplőit listázza. A történet középpontjában kizárólag erős szexualitással ábrázolt női karakterek állnak, akik a Queen’s Blade-nek nevezett bajnokságon egymással küzdenek a királynői címért. Az animesorozat középpontjában Leina, a nagyhatalmú Vance grófcsalád örököse áll, aki az ezzel járó kötöttségek elől próbál menekülni, családja azonban mindent elkövet, hogy visszazárja „kalitkájába”. Az anime első évada Leina rögös útját mutatja be Gainosba, melyen számos harcossal találkozik, akik a Queen’s Blade-re tartanak, s végül maga is a küzdelem résztvevőjévé válik. A második évadban maga a Queen’s Blade bajnokság kerül bemutatásra.
A Queen’s Blade szereplőit olyan ismert művészek illusztráltak, mint Hiszajuki Hirokazu (Mai-HiME), Takamura Kazuhiro (Mahoromatic, Strike Witches) vagy Hirata Kacuzó (Hand Maid May, Angel Beats!).

## Az eredeti játékkönyvsorozat-szereplők
Az eredeti játékkönyvsorozat 20 kötetből áll, mindegyik egy-egy szereplőre fókuszál, akik a különböző feldolgozásokban is a főbb szerepeket töltik be.

### Leina Vance
Szinkronhangja: Kavaszumi Ajako  (japán), Angora Deb (angol)
Leina, a vándor harcos (流浪の戦士レイナ; Ruró no szensi Leina / Ruró no szensi Reina; Hepburn: Rurō no senshi Leina / Rurō no senshi Reina) a nagyhatalmú, arisztokrata Vance családban a középső nővér és a család örököse, aki az ezzel járó kötöttségek elől próbál menekülni, családja azonban mindent elkövet, hogy visszazárja „kalitkájába”. Leinának azonban nem áll szándékában grófnő lenni, helyette a vándor életet választja, hogy harcossá váljon, mint néhai édesanyja, Maria. Végül a Queen′s Blade bajnokság résztvevője lesz, melyben elnyeri a királynői címet, azonban lemond róla nővére, Claudette javára. Leina édesanyja ezüst páncélját hordja, barna övvel, fegyvere pedig egy hosszúkard, amelyet Evindilnek hívnak, és egy tányérpajzs.
A Queen’s Blade Rebellionban mint Maria, a fantomharcos (マリア) utazza be a világot. Utazásai során azonban a Lápi Boszorkány megátkozta egy rejtélyes betegséggel, ami miatt napi 16 órát kell aludnia, s a hirtelen fellépő narkolepszia miatt gyakran vissza kell vonulnia a rejtekhelyére, amikor álmosságot érez. Segíti a Lázadó Hadsereget Claudette királynő megdöntésére irányuló törekvésükben.
Leinát a Mai-HiME szerzője, Hiszajuki Hirokazu alkotta meg, Leina, a nemes harcos (高貴なる戦士レイナ3D; Kókinaru szensi Leina 3D; Hepburn: Kōkinaru senshi Leina 3D) nevű három dimenziós CGI változatát pedig M-RS renderelte.

### Risty
Szinkronhangja: Kaida Júko  (japán), Jessica Paquet (angol)
Risty, a vadon tolvaja (荒野の義賊リスティ; Kója no gizoku Risty / Kója no gizoku Riszuti; Hepburn: Kōya no gizoku Risty / Kōya no gizoku Risuti) egy sportos testalkatú tolvaj, aki szőrmével bélelt páncélt, és sűrű, loboncos, vörös hajat visel. Robin Hood-személyisége van, és néha meglehetősen mohó, ha pénzről van szó. Az ok amiért tolvajnak állt az, hogy egy menhelyet támogat, amit a háború miatt árván maradt gyerekek számára tartanak fent. Egykor ő maga is árván maradt, amikor egy nemesek közötti vitában elveszítette családját. Meg szeretné nyeri a Queen’s Blade bajnokságot, hogy többet segíthessen az árvákon, azonban Aldra démoni irányítása alá kerül. Az animeadaptációban segíti Leinát a vele való utazásának korai szakaszában azzal, hogy ellopja a Vance család fegyvereit és páncélját, amelyet egykor Leina anyja viselt, és átadta neki. Fegyverzete egy csatacsillag és egy fapajzs a bal karjára szerelve.
A Queen’s Blade Rebellionban, miután a Queen’s Blade bajnokságon vereséget szenved Leinától, Risty visszatér az erdőbe, hogy folytassa az edzést. Ennek eredményeképpen az izomereje addig a pontig nőtt, hogy már nincs szüksége buzogányra a kézi küzdelemhez. Miután Claudette királynő rémuralma elterjedt a kontinensen, megalapította a Lázadók Hadseregét, amelyet sötét varázskövek terjesztéséből finanszíroztak. A Királynő Hadserege azonban elfogta, miután a Lápi Boszorkány „fékezhetetlen átkot” szórt rá, ami miatt képtelen volt enni vagy aludni. Bár a hosszú börtönbüntetés során legyengült, harci ereje továbbra is megmaradt. „Szervező képessége” fontos szerepet tölt be Annelotte számára.
Ristyt Eiva illusztrálta.

### Irma
Szinkronhangja: Kano Jui  (japán), Emlyn Morinelli (angol)
Irma, a Kiba orgyilkosa (牙の暗殺者イルマ; Kiba no aszasin Irma / Kiba no aszasin Iruma; Hepburn: Kiba no asashin Irma / Kiba no asashin Iruma) a királynő halálosztagának, a Kiba orgyilkosainak tagja. A szervezetet Aldra állította fel azzal a céllal, hogy likvidálják az uralmára veszély jelentő Queen’s Blade-résztvevőket. Irma rideg és érzelemmentes személyiség, és magasan képzett harcos, aki a lopakodást használja előnyére. Az eredeti játék történetében Aldra megparancsolja neki, hogy ölje meg Leinát, de meggondolja magát, amikor szembenéz vele, és megpróbálja megölni a királynőt a bajnokság alatt; azonban súlyos vereséget szenved és halálra ítélik, csak Echidnának köszönhetően menekül meg. Az animében Irmát tanítványául fogadta Echidna, miután egy vitában elvesztette testvérét, és keresi a módját, hogy bosszút álljon a királynőn. Egy megszegett ígéret miatt azonban Irma haragot táplál korábbi tanára iránt. A Queen’s Blade bajnokságon Aldra megpróbálja megöletni, ám ez végül meghiúsul, és Echidnával együtt hagyja el a fővárost. Ikertőröket használ fegyvereként.
Irmát Akaga Hirotaka alkotta meg.

### Nowa
Szinkronhangja: Takahasi Mikako  (japán), Reba Salasa (angol)
Nowa, az erdő őrzője (森の番人ノワ; Mori no bannin Nova; Hepburn: Mori no bannin Nowa) egy fiatal tündelány (elf), aki az erdőben élő állatokat védelmezi. Mivel félig tünde és félig ember, a tündék nem bíznak benne, ahogy az emberek is súlyos előítélettel bírnak a tündékkel szemben. Az egyetlen tünde, aki megbízik benne, Alleyne, a harcoktatója. Nowa egyik figyelemre méltó tulajdonsága, hogy szoknyája alatt nem visel bugyit, ami gyakran zavarja a többi szereplőt. Néha gyerekes viselkedésű, önmagára harmadik személyben hivatkozik. Miután a Lápi Boszorkány egyik szolgájával, Airival konfliktusba keveredett, a Tündék Tanácsa száműzte otthonából, hogy harcoljon a Queen’s Blade bajnokságon a tündéket képviselve. A Queen’s Blade-en ő és mestere vereséget szenvednek Echidnától és Irmától. A bajnokság után Alleyne reméli, hogy sikerül az öregekkel megtárgyalnia Nowa visszaengedését a tündék falujába, de ő úgy dönt, önálló útra tér, hogy felfedezhesse a világot. Nowa élénk narancssárga páncélt visel, haját két, hosszú copfban hordja. Fegyverként egy fém botot használ. Van egy Ruh nevű házi majma, aki képes testét megfelelő hosszúságúra nyújtani, hogy kőkemény bundájával megvédje a sérülésektől.
Nowát Hirata Kacuzo alkotta meg.

### Tomoe
Szinkronhangja: Noto Mamiko  (japán), Michele Knotz (angol)
Tomoe, a harcos papnő (武者巫女トモエ; Musa miko Tomoe; Hepburn: Musha miko Tomoe) egy harcos papnő Hinomoto (ヒノモト/日ノ本) szigetéről, egy alternatív feudális Japánból, és tagja a hazáját védő harcos papnők elit rendjének. Hazája jelenleg hatalmi vitában áll a birodalmi udvar cselszövőivel, akik azt tervezik, hogy megdöntik a még gyermek császár hatalmát. A legtöbb papnőtársát azonban megtámadta és megölte a Kóma nindzsaklán a birodalmi udvar cselszövőinek összeesküvésében, és Tomoe a szent Kuchinawa (クチナワ) nevű katanájával felfegyverkezve, régi barátjával, Shizukával az oldalán csatlakozik a Queen’s Blade bajnoksághoz, hogy megszerezve a hatalmat, megmentse a császárt a mesterkedéseiktől, és megbosszulja nővéreit. A bajnokságra vezető úton összebarátkozik Leinával, de találkozik más harcosokkal is. A Queen’s Blade-en legyőzi a számára ellenszenves Elinát, de Leinától kemény küzdelemben végül vereséget szenved.
A Queen's Blade Rebellionban, miután felébresztette végső képességeit a bajnokságon és visszatért Hinomotóba, Tomoét a Masakado szentély legfelsőbb harcosaként ismerték el, és a főpaptól megkapta a Kard Szent Papnője címet. A kontinensen tett utazásai során azonban a vakság átkát vetette rá a Lápi Boszorkány. A látás elvesztése ellenére Tomoe nem veszítette el lángoló szívét és gyengéd mosolyát. Úgy véli, azon a napon, amikor újra felnyílik a szeme, valószínűleg az a nap lesz, amikor a világ aláveti magát Hinamoto kardforgató tudásának.
Hivatalos angol neve Musha-Miko Tomoe, és a történelmi női szamuráj, Gozen Tomoe után kapta a nevét.
Tomoét Eiva alkotta meg és illusztrálta.

### Echidna
Szinkronhangja: Kaida Juki  (japán), Trina Hilbe (angol)
Echidna, a veterán zsoldos (歴戦の傭兵エキドナ; Rekiszen no jóhei Echidna / Rekiszen no jóhei Ekidona; Hepburn: Rekisen no yōhei Echidna / Rekisen no yōhei Ekidona) egy vad tündék fajából származó szabadúszó zsoldos, több mint 500 év harci tapasztalattal. Perverz és szadista természetű, gyakran aláz meg másokat, elsősorban a nőket. A múltban a Kiba orgyilkosokat vezette és Irma tanítója volt, majd zsoldosnak állt. Bár a Queen’s Blade bajnokság legesélyesebbének tartják, nem érdeklődik a trón iránt. A játékkönyvben Leina megvédésére bérelték fel a bajnokság alatt, de feladta küldetését, hogy megmentse Irmát a kivégzéstől. Mesterien bánik a pengékkel és van egy Keltan (ケルタン; Kerutan) nevű kígyója, amelyet tangaként visel, és alkalmanként segíti a harcban. Ezen kívül a páncélján is kígyó motívum található.
Echidna a félig kígyó testű görög mitológiai lény, Ekhidna után kapta a nevét.
Echidnát F.S alkotta meg.

### Menace
Szinkronhangja: Gotó Júko, Tomonaga Akane (Vanquished Queens)  (japán), Jessica Paquet (angol)
Menace, az ősi hercegnő (古代の王女 メナス; Kodai no ódzso Menace / Kodai no ódzso Menaszu; Hepburn: Kodai no ōjo Menace / Kodai no ōjo Menasu) az ókori Egyiptom ihlette Amara Királyság (アマラ王国; Amara Ókoku; Hepburn: Amara Ōkoku) hercegnője volt. Fényűző életet élt, mígnem Anarista, a legmegbízhatóbb tanácsadója el nem árulta, és a palotájában csapdába nem esett, miközben királysága romba dőlt. Négyezer évvel később a hatalmas Lápi Boszorkány feltámasztotta, hogy seregébe toborozza. Menace azonban függetlenítette magát a boszorkánytól, és egyedül elindult, hogy helyreállítsa az Amara Királyságot. Van egy beszélő jogara, Setra, aki teljesíti a parancsait. Feltámadása során „átkozó erőre” tett szert. A fekete lángokkal, amelyeket az ökléből tud előidézni, meggyengíti ellenségeit. Képességét egyszer használta Melonán is, amikor az Anarista alakját vette fel, hogy megtréfálja őt.
Menace neve szójáték Ménész (Menes) ókori egyiptomi uralkodó nevéből, és japán nyelven mindkettő ugyanazon katakanával írandó.
Menace-t F.S illusztrálta.

### Elina Vance
Szinkronhangja: Mizuhasi Kaori  (japán), Melissa Hope (angol)
Elina, a királyi őrség kapitánya (近衛隊長 エリナ; Konoe taicsó Elina / Konoe taicsó Erina; Hepburn: Konoe taichō Elina / Konoe taichō Erina) a Vance család legfiatalabb lánya és a Vance Királyi Gárda kapitánya. A Queen’s Blade kiemelkedő versenyzője, aki tigris mintájú páncélt visel, és karmos páncélkesztyűvel, illetve lándzsával és drótokkal van felfegyverkezve. Fiatal kora óta képezték a harcművészet minden formájára, a lopakodástól a szigorú katonai fegyelemig, és testőrként, kémként és apja bérgyilkosaként tevékenykedik. Elina személyisége arrogáns, gonosz és könyörtelen, kivéve nővérei társaságában. Különösen Leina előtt ölt gyermeki személyiséget, akivel kapcsolatban gyakran támadnak szemérmetlen gondolatai. A lándzsahasználata mellett verbális képességei is kiemelkedőek, átkozó és gúnyolódó szavaival demoralizálja és összezavarja ellenfelét. Apja utasítására vesz részt a Queen’s Blade-en, elsősorban azért, hogy megtalálja és hazavigye Leinát. A bajnokságon első ellenfele Nyx lesz, aki gyerekként a Vance családnál szolgált és Elina gyakran megalázta és bántalmazta. Nyx varázsbotjától való függőségét kihasználva Elina vereséget mér rá, de később Tomoe legyőzi őt.
A Queen’s Blade Rebellionban Elina a Vance ház összeomlása után a királynő Kiba orgyilkosainak új vezetője lesz, és vadonatúj páncélt visel, miközben megőrizte korábbi páncéljáról a védjegyévé vált karmos páncélkesztyűjét és macskafülű fejpántját.
Elinát Hiszajuki Hirokazu alkotta meg.

### Airi
Szinkronhangja: Itó Kanae  (japán), Michele Knotz (angol)
Airi, a túlvilági szolga (冥土へ誘うものアイリ; Meido e izanau mono Airi) egy kísértet cselédlány, a Lápi Boszorkány leghűségesebb szolgálója. Erős harcos, a kémkedés és az orgyilkolás szakértője, fegyverként egy harci kaszát használ, és segítségül különféle szellemeket tud megidézni. Hogy fenntartsa fizikai alakját, folyamatosan halandók életerejét kell elszívnia fizikai kontaktus, elsősorban áldozatának megcsókolása útján. Ha ereje elhagyja, először a ruhái tűnnek el, majd végül a teste is eltűnik. Kaszája azonban hátramarad, amely szintén képes életerőt elnyerni, visszaadva Airi fizikai testét. Az animében a Queen’s Blade bajnokságon barátságot köt Cattleya fiával, Ranával, aki nővéreként kezd el tekinteni rá, de a Nanaellel folytatott küzdelem alatt elveszti fizikai testét. Hátrahagyott kaszájára azonban rábukkan Rana és segít visszanyerni fizikai testét, ő pedig segít megmenteni a fiú szüleit Aldra fogságából. A Queen’s Blade bajnokság után egy darabig Rana családjával él együtt, de hűsége visszaszólítja a Lápi Boszorkányhoz.
Airi illusztrátora Takamura Kazuhiro.

### Nanael
Szinkronhangja: Hirano Aja  (japán), Jessica Calvello (angol)
Nanael, a fény angyala (光明の天使ナナエル; Kómjó no tensi Nanael / Kómjó no tensi Nanaeru; Hepburn: Kōmyō no tenshi Nanael / Kōmyō no tenshi Nanaeru; héberül: נֻנֻאָ) a Mennyország egy angyala és a Queen’s Blade bajnokság felügyelője és közvetítője. Nanael a háttérben azonban titkos tervén dolgozik, hogy létrehoz egy férfi háremet, és száműzi az összes nőt. Többszöri kötelezettségszegése és felelőtlen viselkedése miatt a Főangyal próbára teszi és száműzi a halandó világba, hogy Leinát segítse a Queen’s Blade-en. További büntetésként egy üveg „szent tejet” kell magával vinnie, amelyet nem szabad hagynia, hogy kiömöljön, mert az elveszített tejjel egyenes arányban veszít angyali erejéből. A Főangyal később arra utasítja Nanaelt, hogy az angyalokat képviselve maga is vegyen részt a Queen’s Blade-en. Nanael telekinézist használ a harcban, Mennyei Szablya (セレスチャル・サーベル; Szereszucsaru Széberu; Hepburn: Seresucharu Sēberu; Celestial Saber) nevű kardját is ezzel irányítja, ami az animében tőle függetlenül is tud harcolni. Angyali ereje sokszorosa az emberekének, varázstámadásai között szerepel a Szent Zuhanás (ホーリーダイブ; Hórí Daibu; Hepburn: Hōrī Daibu; Holy Dive) és a Hullócsillag Rúgás (フォーリングスターキック; Fóringuszutá Kikku; Hepburn: Fōringusutā Kikku; Falling Star Kick). Nanael jobb szárnya jóval rövidebb, mint a bal, ezért eltérő sebességgel kell csapkodnia velük, hogy megfelelően repülhessen.
Nanael neve szóösszevonás a japán „nana” (七, ’hét’) és a héber „istenség” (אל, el) szavakból. Nanael a héber tan azonos nevű angyalán alapszik, aki az 53. őrangyal, és a filozófia és a tudományok felett uralkodik.
Nanaelt Kúcsú Jószai illusztrálta.

### Cattleya
Szinkronhangja: Juzuki Rjóka  (japán), Eva Christensen (angol)
Cattleya, a fegyverkereskedő (武器屋カトレア; Bukija Cattleya / Bukija Katorea; Hepburn: Bukiya Cattleya / Bukiya Katorea) fiatal korában kalandor volt, most egy fegyverkovács műhelyt vezet Vosk kisvárosában. A jelenleg kovácsként dolgozó Cattleya az Óriásölő (巨人殺し; Kjodzsin Gorosi; Hepburn: Kyojin Goroshi) néven volt ismert, mivel könnyedén forgatta hatalmas kardját (amit szintén Óriásölőnek neveznek). Új élete akkor kezdődött, amikor beleszeretett egy másik, Owen nevű kalandorba, aki később a férje lett, és közösen született egy fiuk, Rana. Boldogságuk azonban szertefoszlott, amikor Owen eltűnt, ezért Cattleya belépett a Queen’s Blade-be, hogy Ranával az oldalán megtalálja őt. Küzdőképességét nehezíti, hogy harc közben Rana folyamatosan a karjába kapaszkodik. Az animében a Queen’s Blade bajnokságon Airi lesz az ellenfele, de miután megtudja, hogy férjét Aldra kőbe zárta, feladja és ő is fogoly lesz, a királynő bukása után azonban Rana mindkettőjüket kiszabadítja és boldogan élhetnek tovább. A Queen’s Blade ember részvevői között valószínűleg ő a legidősebb és neki van a legnagyobb melle a franchise-ban.
Cattleya illusztrátora Kaneko Hiraku.

### Nyx
Szinkronhangja: Tanaka Rie  (japán), Mitzi Shanks (angol)
Nyx, a lángok mestere (炎の使い手 ニクス; Honó no cukaite Nyx / Honó no cukaite Nikuszu; Hepburn: Honō no tsukaite Nyx / Honō no tsukaite Nikusu) egy fiatal nő, aki gyerekként parasztlány volt Vance gróf szolgálatában. A magasabb beosztásúak lenézték és megvetették, a gróf lánya, Elina pedig gyakran megalázta és bántalmazta. Az élete azonban megváltozott, amikor rábukkant egy Funikura (フニクラ) nevű, gonoszságra érzékeny varázsbotra, és vele mérhetetlen varázserőre tett szert. A varázsbottól megosztott személyisége alakult ki: az egyik a vele született kedves és félénk oldal, a dühös és bosszúálló oldal pedig szolgaként, az Elina által elkövetett rossz bánásmód miatt alakult ki és Funikura kemény bánásmódja hívja elő. Személyiségeit nem tudja hatékonyan irányítani, és annak ellenére, hogy erős az igazságérzete, ugyanolyan valószínű, hogy egy egész falut lángra lobbant, hogy megbüntesse annak gonosz vezetőjét. Hangsúlyos öltözködéssel próbálja elérni, hogy korábbi kínzói ne hagyják figyelmen kívül, de a gonosz varázsbot rosszindulatú akaratával szemben nehezen parancsol, és továbbra is elnyomja őt szexuális zaklatással. Nyx benevezett a Queen’s Blade bajnokságra, hogy bizonyítsa értékességét azoknak, akik egész életében lenézték, és bosszút álljon Elinán, egykori kínzóján. Az animében szembekerül Elinával, de bizonytalansága és Funikura hűtlensége miatt elveszti a párbajt. Később egy gainosi bárban pincérnőnek áll.
Nyx a görög Nyx (Nüx) istennőről kapta a nevét, akit az éjszaka istennőjeként ismernek.
Nyxet Kuroki Maszahiro illusztrálta.

### Melpha
Szinkronhangja: Óhara Szajaka  (japán), Melissa Hope (angol)
Melpha, a főváros szent papnője (帝都の聖女 メルファ; Teito no szeidzso Melpha / Teito no szeidzso Merufa; Hepburn: Teito no seijo Melpha / Teito no seijo Merufa) egy magas rangú papnő, akit követői szent asszonyként tisztelnek. A többi versenyzőhöz képest a közelharci képessége csekély, csak egy tüskés csapóval és egy kis pajzzsal van felfegyverkezve, de az „isteni erő” (ディヴァインパワー; divain pawā; Hepburn: divain pawā; divine power) segítségével, amelyet birtokol, képes saját sebeit begyógyítani, és isteni büntetést róhat ki ellenfeleire a provokatív „szent pózok” (聖なるポーズ; szeinaru pózu; Hepburn: seinaru pōzu) használatával. Az animében Melpha a Mennyország angyalaként bálványozza Nanaelt, amivel Nanael visszaél, hogy szolgaként irányítsa Melphát maga körül. Csakúgy, mint Cattleyának, az ő mellei is lényegesen nagyobbak a normálisnál.
Melpha illusztrátora Zundarepon ismert dódzsinsi művész és figuratervező.

### Melona
Szinkronhangja: Kugimija Rie  (japán), Darla Chaney (angol)
Melona, az alakváltó orgyilkos (千変の刺客 メローナ; Szenpen no sikaku Melona / Szenpen no sikaku Meróna; Hepburn: Senpen no shikaku Melona / Senpen no shikaku Merōna) egy alakváltó, varázslatot használó lény, aki többnyire egy játékos, mégis szadista személyiségű lány alakját veszi fel. Képes bármilyen fizikai formát ölteni, és a Lápi boszorkány legerősebb szolgálója. Teste folyékony, rózsaszín anyagból áll, ennek köszönhetően manipulálhatja alakját, hogy tárgyakat hozzon létre, helyről-helyre mozogjon és utánozza az embereket azáltal, hogy felveszi alakjukat, miközben lemásolja harci tudásukat és képességeiket. Mivel folyadékból áll, immúnis minden vágó támadással szemben, amelyek után teste gyorsan regenerálódik. Alakváltó képességének egyik észrevehető felhasználása a kezekké formálódó haja, amelyek tartják a ruhája által szabadon hagyott mellét és eltakarják a mellbimbóit. Saját fő képességei egy illékony, savas anyag kilövellése a melleiből, valamint a hajából létrehozott kard. Ezenkívül képes szétválni sok kicsi önmagára (csibi Melona), és elnyelni más élőlényeket, megszerezve erejüket és tudásukat.
Melonát F.S alkotta meg.

### Claudette
Szinkronhangja: Tanaka Acuko  (japán), Gladys Weiner (angol)
Claudette, a vihartábornok (雷雲の将 クローデット; Raiun no só Claudette / Raiun no só Kuródetto; Hepburn: Raiun no shō Claudette / Raiun no shō Kurōdetto) a legidősebb lány a Vance családban. Mivel a gróf törvénytelen gyermeke, nem áll az utódlási sorban, és nem részesült olyan törődő és odaadó neveltetésben, mint a két féltestvére. Leina, a leendő grófnő védelmével bízták meg, és egy Thunderclap nevű zweihändert forgat, amellyel irányíthatja a villámokat. Törvénytelen gyermekként Claudette folyamatosan azzal küzdött, hogy valaki számára fontossá váljon, bár a közemberek tiszteletét kivívta. Nagyon komoly és kemény jellemű, érzelmeket szinte soha nem mutat ki, inkább elzárkózik attól, hogy az érzései megjelenjenek, mivel úgy tűnik, nem tudja, hogyan kezelje, vagy nem akarja kezelni őket. Részt vesz a Queen’s Blade bajnokságon, hogy királynővé válva lebontsa a régi, zsarnoki világot. Bár első ellenfelét, Menace-t legyőzi, az Aldra királynő irányítása alatt lévő Ristyvel való harcában súlyos sérüléseket szenved. A győztes Leina azonban lemondott a javára a királynői címről.
A Queen’s Blade Rebellionban Claudette királynő lett, miután Leina lemondott a címről, hogy tovább vándoroljon a világban. Szigora azonban oda vezetett, hogy könyörtelen zsarnokká vált, és betiltotta a Queen’s Blade bajnokságot, mivel „az istenek által választott”-nak hirdette ki magát. Az új páncélkészlettel együtt a Thunderclap kardja is jelentős fejlesztést kapott a máguskövek erejével (Ymir jóvoltából), és most már a kard előkészítése nélkül is képes manipulálni a villámokat.
Claudette neve Claudius római császár nevéből származik.
Claudette-et Hiszajuki Hirokazu tervezte és 2-gó illusztrálta a játékfüzetekhez.

### Ymir
Szinkronhangja: Szaitó Ajaka  (japán), Kate Vincent (angol)
Ymir, az acélhercegnő (鋼鉄姫ユーミル; Kótecu hime Ymir / Kótecu hime Júmiru; Hepburn: Kōtetsu hime Ymir / Kōtetsu hime Yūmiru) a törpkirály lánya, aki az Acél Hegy fegyverműhelyét vezeti, amely a kiváló minőségű fegyverek kovácsolásáról ismert. Ymir azzal a céllal nevezett be a Queen’s Blade bajnokságra, hogy bebizonyítsa a törp fegyverek fölényét. Az animében mint fegyverkovács erős egyoldalú rivalizálást tanúsít Cattleyával szemben. Miután azonban a Queen’s Blade-en Leina a Cattleya által kovácsolt kardjával vereséget mér rá, elismeri Cattleya tehetségét és segít tökéletesíteni a kardot. Gyerekes megjelenése ellenére Ymir valójában idősebb, mint amilyennek látszik, ezt bizonyítja beszédmintája, amely egy idős férfira emlékeztet. Hatalmas harci fejszét forgat, és egy speciális páncélkesztyűt visel, amely megnöveli az erejét, és az ideje nagy részében olcsó fegyvereket ad el drágán a gyanútlanoknak. Ereje ellenére erősen fél a kígyóktól, különösen Echidna Keltan nevű kígyójától.
A Queen's Blade Rebellionban eltört a fegyvere a Claudette-tel vívott harc közben, és klánja törvénye szerint kénytelen engedelmeskedni követeléseinek. Miután felfedezte meglepő tehetségét a tervezésben, Claudette királynő egyik legközelebbi munkatársa lett, és gazdag alkímiai ismeretei mellett különféle tárgyakat talált ki a királynő hadseregének megerősítésére. Sokkal hidegebb lett a személyisége, már nem fél a kígyóktól, és a gyakran könnyes szemű Ymirt ismerők pletykái szerint most már teljesen egy másik személy. Fegyverként iker csatabárdot használ, és új törppáncélt visel, amely a gothic lolita stílusának mintájára készült.
Ymir neve a skandináv mitológiai Ymir nevéből származik.
Ymirt Mibu Nacuki illusztrálta.

### Alleyne
Szinkronhangja: Kitamura Eri  (japán), Kelli Sahne (1. évad), Kenzie Brooke (2. évad) (angol)
Alleyne, a harcoktató (戦闘教官アレイン; Szentó kjókan Alleyne / Szentó kjókan Arein; Hepburn: Sentō kyōkan Alleyne / Sentō kyōkan Arein) egy több mint ezer éves tünde (elf), és az erdei tündék törzsének legtapasztaltabb veterán harcosa. Szűkszavú, keményfejű és szigorú magával és másokkal egyaránt. Legfigyelemreméltóbb tulajdonsága az, hogy pontokat ad ellenfeleinek teljesítményük alapján. Sokáig tanítója volt Echidnának, akit gyakran megfenyített könnyed viselkedése miatt, Echidna viszont a férfiakkal való tapasztalatlansága miatt „az ezeréves szűz”-nek gúnyolta Alleyne-t. Valójában nehéz eldönteni, hogy kettejük kapcsolata inkább baráti vagy inkább keserű volt. A féltünde Nowa megjelenése az erdei tündék közösségében fordulópontot jelentett Alleyne számára, aki kinevezte őt „az erdő védelmezőjének”. A Tündék Tanácsa azonban nem nézte jó szemmel, és száműzte Nowát a faluból azzal az ürüggyel, hogy részt kell vennie a Queen’s Blade bajnokságon. Mivel Alleyne nem volt hajlandó elhagyni Nowát, ezért titokban ő is elindult a bajnokságon. A versenyt követően ő és Nowa külön utakon jártak tovább.
A Queen’s Blade Rebellionban kiderül, hogy Alleyne a törzsének utolsó tündéje, miután a Lápi Boszorkány erői az erdejében népirtást hajtottak végre. A boszorkány ráadásul egy átokkal is sújtotta Alleyne-t, ami megakadályozza, hogy elhagyja az erdőt. Ezalatt találkozott Annelottéval, aki Claudette királynő bérgyilkosai elől próbált megszökni. Miután ellátta sebeit, Annelottét – némi győzködés után – második tanítványává fogadja. Ő volt az első, aki tanúja volt Annelotte démoni erejének, amikor egy vihar sújtott le az erdőre.
Alleyne-t Macurjú illusztrálta.

### Aldra
Szinkronhangja: Takeucsi Mijú (1–2. évad + OVA), Taketacu Ajana (Rebellion)  (japán), Kenzie Brooke (angol)
Aldra, az elátkozott királynő (逢魔の女王アルドラ; Óma no dzsoó Aldra / Óma no dzsoó Arudora; Hepburn: Ōma no joō Aldra / Ōma no joō Arudora) a sorozat elején az előző két Queen’s Blade bajnokság győztese és a kontinens uralkodója. A pápa, a legmagasabb vallási vezető gyermekeként és az alvilág ördögkirályának lányaként egy elátkozott féldémon, akit húgával együtt mindenhol üldöztek, amerre csak mentek. Egy napon, miközben élelmet keresett, Aldra húga eltűnt. Hamarosan kapcsolatba lépett egy bukott angyallal, Delmore-ral, akivel szerződést kötött, és démoni erőre tett szert azon az áron, hogy testi fejlődése megállt. Ezután elhatározta, hogy megnyeri a Queen’s Blade bajnokságot, és erejét felhasználva keresi elveszett húgát. Királynői pozíciója miatt gyakran voltak paranoiás rohamai amiatt, hogy valaki esetleg megdönti a hatalmát, ezért létrehozta a Kiba orgyilkosai nevű titkos szervezetet.
Aldra képes bezárni az embereket egy borostyánszerű kőbe a „Gonosz Szem” (Evil Eye) segítségével, amely a jobb oldalán található egy páncélos szemfedő alatt. A tróntermében egész gyűjteménye van áldozataiból. Közelharchoz a Démonpenge (デーモンズブレイド; Démonzu Bureido; Hepburn: Dēmonzu Bureido; Demon’s Blade) nevű széles kardját használja, és van egy rejtett fegyvere, a Titkos Hasítóbárd (Secret Cleaver) a páncélja ágyékában, ami a BDSM-re utal. Arra is képes, hogy megidézze a Minionoknak nevezett, denevérszerű sikigamikat, hogy lelassítsa ellenfeleit.
A Queen's Blade Rebellionban, miután elveszítette a királynői címet Leinával szemben, és az ereje forrását, Delmore-t kiűzték testéből, visszanyerte igazi, felnőtt formáját. Később útnak indult, hogy megtalálja elveszett húgát, de útközben amnéziától szenvedett. Útja során beleszeretett egy férfiba, akihez férjhez ment. (A férj sosem látható, így feltételezés szerint az maga az olvasó/néző). Boldog élete rövid életű volt, amikor a Királynő Hadserege és a Lázadó Hadsereg közötti háború az egész kontinensre kiterjedt. Szeretett férje védelmében elhatározta, hogy maga is részt vesz a harcban, és szerződést kötött két alvilági démonnal, Belphével (ベルフェ; Berufe) és Dogorral (ドゴール; Dogōru) (nevük egyesítve a démon Belphégor nevét adja ki). Azonban mindkét démon titokban azt tervezi, hogy felfalják Aldrát, ha lehetőséget kapnak rá. Otthoni öltözete a „meztelen kötény”-es anime sztereotípiára hajaz, amely általában az eccsi animében és mangában található.
Aldrát Kantaka népszerű illusztrátor és játékszereplő-dizájner alkotta meg.

### Shizuka
Szinkronhangja: Nabatame Hitomi  (japán), Georgette Reilly (angol)
Shizuka, a Kóma nindzsavezér (甲魔忍軍頭領 シズカ; Kóma sinobugun tórjó Shizuka / Kóma sinobugun tórjó Sizuka; Hepburn: Kōma shinobugun tōryō Shizuka) egy kunoicsi, aki egykor a rettegett Kóma nindzsaklán (甲魔忍軍; Hepburn: Kōma ningun) vezére volt Hinomotóban. Egy fukar orgyilkos, akit addig nem érdekelt a harc, amíg ki nem fizették, és mivel gyűlölt keményen dolgozni, saját nindzsáinak a támogatásával végzte el a munkát. Az eredeti játéktörténet tartalmazza, hogy a kezdetekkor felbérelte Aldra, hogy megszabaduljon Tomoétól, amikor azonban a Tomoéval vívott harcában elvesztette főbb képességét, Tomoe szárnysegédje lett a Hinomoto felszabadítása iránti törekvéseiben. Úgy tűnt, hogy Tomoe társaságában eltávolodott egykori sötét énjétől és könnyed személyiséggé vált, emellett szakított a Kóma nindzsákkal, akik árulónak tartották.
Az animében már mint Tomoe barátja mutatkozik be és vele tart a Queen’s Blade bajnokságra. Az anime második évadában Shizuka felfedi, hogy valójában soha nem hagyta el a Kóma nindzsákat és csupán úgy tett mintha a barátja lenne, hogy közel kerülve hozzá megölhesse. Ez azonban hazugságnak bizonyul, mert miután Tomoe rászánja magát a barátja elleni harcra, aminek végén megöli Shizukát, utolsó szavaival elmondja, hogy a halála Tomoét erősebbé tette, mivel a kettejük közötti érzelmi kötelékek csak hátráltatnák őt harcosként és kiölte belőle egyetlen gyengeségét, hogy másokért hajlandó lenne feláldozni magát. Ezzel Shizuka lett az első hivatalos szereplő, aki képernyőn hal meg az animében és a Queen’s Blade franchise-ban. Később Tomoe viselte jellegzetes szarvas pántját, megőrizve emlékét és néha megjelent előtte a szelleme erőt adva neki.
Sokáig Shizuka volt az egyetlen szereplő, aki a feldolgozásokban jelentős szerephez jut, de nem volt önálló játékkönyve. Azonban 2020-ban, a könyvsorozat 15. évfordulójára kiadták Shizuka karakterének is az önálló könyvét, ami a huszonegyediknek tekinthető az eredeti sorozatban.
Shizukát Eiva alkotta meg.

## Videójáték-szereplők

### Főszereplők
Cute (キュート; Kjúto; Hepburn: Kyūto)
Szinkronhangja: Szaitó Momoko  (japán)
A Queen’s Blade: Spiral Chaos főhősnője, de megjelenik a Queen’s Gate: Spiral Chaosban is. A játék elején újonc harcosként mutatják be, de a játékos a játék előrehaladtával megismerheti rejtett képességeit. Mivel jómódú családból származik, meglehetősen naiv. Van egy másik személyisége, Mishel, aki bármikor átveheti felette az uralmat, és Cute-ként semmire sem emlékszik, amit Mishelként tett. Kis mellei miatti alacsony önbecsülése megmutatkozik néhány jelenetben. Poyoyon Rock illusztrálta.
Jean (ジャン; Dzsan; Hepburn: Jan)
Szinkronhangja: Kamija Hirosi  (japán)
Egy fiatal és meglehetősen gyáva varázsló, akit Cute családja a lány testőreként alkalmaz a Queen’s Blade-bajnokságon. Annak ellenére, hogy gyáva, Jean jártas a Gal Monsterek elfogásában, és nem habozik kockáztatni az életét Cute-ért, akire testvéreként tekint. Bár első látásra csendesnek tűnik, váratlanul támadnak piszkos gondolatai a női szereplők között, és hajlamos a vad téveszmékre. Poyoyon Rock illusztrálta.

### Negatív szereplők
Dora (ドーラ; Dóra; Hepburn: Dōra)
Szinkronhangja: Hikasza Jóko  (japán)
A Queen’s Blade: Spiral Chaos egyik fő negatív szereplője, de megjelenik a Queen’s Gate: Spiral Chaosban is, kevésbé negatív szerepben. Képzett varázslónő, aki a két sárkányistennőt (Ranshel és Sushel) szolgálja. A játékban, amikor Lamicával vereséget szenved Cute-tól és a többiektől, Menace segítségére küldik. Kadzsijama Hirosi illusztrálta.
Lamica (ラミカ; Ramika)
Szinkronhangja: Jahagi Szajuri  (japán)
Dora vámpír partnere. Bár már több mint 10 000 éves, a gondolkodása gyermeki. A játékban többször szembekerül vele Cute és a többiek, szokása, hogy gúnyolódásával harcra késztesse őket. A neve Carmilla anagrammája Joseph Sheridan Le Fanu azonos című regényéből. Y-jin illusztrálta.
Ranshel és Sushel
Szinkronhangja: Tojoszaki Aki  (japán)
A Queen’s Blade: Spiral Chaosban megpróbálják elpusztítani a világot, míg a Queen’s Gate: Spiral Chaosban megpróbálják megmenteni a közelgő káosztól. Mishellel (Cute) együtt ők a sárkányistennők (Dragon Goddesses). Képesek egy hatalmas szörnnyé egyesülni. Ranshel tűz, Sushel jég elemű támadásokra képes.

### Gal Monsterek
Püia (ピュイア; Pjuia; Hepburn: Pyuia)
Szinkronhangja: Fudzsimura Ajumi  (japán)
Egyike a háromféle Gal Monsternek, melyeket Jean képes elfogni a Queen’s Blade: Spiral Chaosban, de visszatér a Queen’s Gate: Spiral Chaosban is. Püia egy hárpia. Támadásaihoz karmait használja.
Arane (アラネ)
Szinkronhangja: Szató Szatomi  (japán)
Egyike a háromféle Gal Monsternek, melyeket Jean képes elfogni a Queen’s Blade: Spiral Chaosban, de visszatér a Queen’s Gate: Spiral Chaosban is. Arane félig ember, félig pók. Pókfonálból szőtt jukatát (nyári kimonó) visel, támadásokhoz póklábszerű haját használja.
Cerate (ケラット; Keratto)
Szinkronhangja: Igucsi Juka  (japán)
Egyike a háromféle Gal Monsternek, melyeket Jean képes elfogni a Queen’s Blade: Spiral Chaosban, de visszatér a Queen’s Gate: Spiral Chaosban is. Cerate félig ember, félig dinoszaurusz. Vad természetű, farkát és szarvait használja a támadásokhoz.

## További szereplők

### Lápi Boszorkány
A Lápi Boszorkány (沼地の魔女; Numacsi no Madzsó; Hepburn: Numachi no Majō) egy titokzatos és hatalmas boszorkány, aki soha nem látható a történetben, de hatása az egész földön érezhető. Ő Airi és Melona mestere, és felelős Menace feltámadásáért. A Queen’s Blade történetében elküldi Airit, Melonát és Menace-t, hogy versenyzőként elindulva hiúsítsák meg Queen’s Blade bajnokságot. Az animében a Lápi Boszorkány csatlósai varázserejüket használva kommunikálnak vele. Szolgálói előtt többször egy lángban forgó arcként mutatkozik.
A Queen’s Blade Rebellionban a Lápi Boszorkány közelebb kerül céljai eléréséhez, hogy végül ő uralkodjon a kontinensen. Feltámasztotta, és felhatalmazta a rég halott kalózt, Lilianát, hogy vezesse az élőholtak seregét. Felelős volt még a tündék közötti népirtásáért és mágikus átkokat szórt Alleyne-re (mozgását az erdőn belülre korlátozta), Ristyre (képtelen volt enni vagy aludni, miután a királynő fogságába került) és Tomoéra (megvakította). Az is kiderült, hogy a Lápi Boszorkánynak volt egy gladiátor arénája, ahol rabszolgák és szörnyek harcoltak egymással. Claudette királynő uralkodását a háttérből manipulálta azzal, hogy megkísérelte kiiktatni azokat, akik a jövőben veszélyt jelenthetnek saját ambícióira, mint például a Lázadó Hadsereget.
A Lápi Boszorkány teljes alakjában feltűnik a Rebellionban, mint Werbellia, Aldra és Annelotte démoni anyja.
A Lápi Boszorkányt Macurjú illusztrálta.

### Delmore
Szinkronhangja: Isida Akira  (japán)
Delmore, a bukott angyal (堕天使 デルモア; Datensi Delmore / Datensi Derumoa; Hepburn: Datenshi Delmore / Datenshi Derumoa) Aldra mestere és az Alvilág egyik kulcsdémonja. A démon ereje egy részét átadta Aldrának azon az áron, hogy örökre gyerek marad (abban az alakban, amikor elment, hogy megkeresse rég elveszett nővérét és találkozott a démonnal). Aldra végül elutasítaná Delmore-t, miután a Queen’s Blade bajnokság döntőjében vereséget szenvedett Leinától, és megtudta az igazságot a nővére eltűnéséről, így hagyva, hogy valaki más erősebb gazdatest után kutasson. Az Ucukusiki tósitacsi OVA-ban újabb szerződés megkötésére kényszeríti Aldrát, amikor Kóma nindzsák fogságába kerül, miközben ő és Tomoe Hinomotoban járnak a húgát keresve. Aldra ismét megtöri Delmore uralmát, és Tomoe, illetve Shizuka szellemének segítségével sikerül végleg elzárni Delmore-t.
Az eredeti játékkönyvekben Delmore megjelenése leginkább a Batman-képregények Jokerére hasonlít, az animében egy sötét démoni alak, míg az Unlimitedben női alakja van.
Delmore-t Kantaka illusztrálta.

### Kontinens

#### Vance család
Vance gróf (ヴァンス伯爵; Vanszu hakusaku; Hepburn: Vansu hakushaku)
Szinkronhangja: Ono Acusi  (japán), Dan Green (angol)
A nagyhatalmú Vance grófcsalád feje, Claudette, Leina és Elina apja. Gyűlöli a Queen’s Blade-et, mert feleségét, Mariát egy korábbi bajnokságon vesztette el, ezért azon dolgozik, hogy felszámolja a rendszert.
Maria, a kardforgató mester (剣聖 マリア; Kenszei Maria; Hepburn: Kensei Maria)
Szinkronhangja: Kobajashi Szanae  (japán), Angora Deb (angol)
A Vance család matriarchája, Vance gróf felesége, Leina és Elina édesanyja. Tigrismotívumú páncélt és azt a mellvértet viselte, melyet Leina. Félelmetes kardforgató készséggel rendelkezett, csak kevés harcos szállhatott vele szembe. Részt vett a Queen’s Blade legutóbbi (történet kezdete előtti) tornáján, hogy véget vessen Aldra uralmának, de életét vesztette a küzdelemben, aminek következtében a gróf megvetette a versenyt. Utolsó kérése az volt Claudette-hez, enyhítse a gróf fájdalmát, ha nem térne vissza a Queen’s Blade-ről.
Florelle (フロレル; Furoreru)
Egy fiatal, fiúnak öltött lány, aki a Vance család szolgájaként dolgozik. Claudette elrendelte, hogy kísérje el és segítse húgát, Elinát Leina keresésében. Elina először kifogásolja, hogy elkísérje, mivel úgy érzi, hogy csak terhet fog jelenteni számára, de lassan megenyhül vele szemben. Intelligens és bátor fiú, odaadó, engedelmes, de félénk személyiséggel. Úgy tűnik, hogy felnéz a Vance nővérekre (főleg Elinára), akik nővéri vagy anyai figurát jelentenek számára. Rendelkezik bizonyos kardforgatói ismeretekkel, és időnként meglepően erős tud lenni. Elsőként a Queen’s Blade: Hide & Seek mangában jelent meg, de szerepel a Queen's Blade Rebellion: Aoarasi no himekisi mangában is.

#### Amara
Anarista, Amara skorpiója (アマラの蠍 アナリスタ; Amara no szaszori Anarista / Amara no szaszori Anariszuta; Hepburn: Amara no sasori Anarista / Amara no sasori Anarisuta)
Szinkronhangja: Hino Miho  (japán)
Az ősi Amara Királyság egy nagy harcosa, akit Menace apja bérelt fel, hogy fegyver nélküli harcművészeteket tanítson a lányának. A rivális Sadler (サドラー; Szadorá; Hepburn: Sadorā) királyság királya maga mellé állította azzal az ígérettel, hogy ő lehet a következő királynő. Hatalmas ajándékot hozott Menace-nek, a trójai falóhoz hasonlóan tele ellenséges katonákkal. Mikor Menace észrevette a támadást, Anarista segítségét kérte haldokló apja megmentéséhez, aki ekkor felfedte árulását, legyőzte és megalázta őt mielőtt megölte volna. Az animében Menace leghűségesebb szolgálójaként jelenik meg, aki látva Amara hanyatlását, elárulja és megöli Menace-t és a Sadler királyság seregével elpusztítja Amarát. A szereplőt F.S. illusztrálta.
Setra (セトラ; Szetora; Hepburn: Setora)
Szinkronhangja: Tacsiki Fumihiko  (japán), Billy Regan (angol)
Egy élő, macskafejű jogar, Menace tanácsadója és a leghűségesebb szolgája. Rendkívül perverz a nők felé és különös érdeklődést mutat Shizuka iránt, miután megmentette a lányt az anime első évadában. A szereplőt F.S. illusztrálta.

#### Cattleya családja
Rana (ラナ; alternatív: Lana)
Szinkronhangja: Kugimija Rie  (japán), Eva Christensen (angol)
Owen és Cattleya fia. Megjelenése erősen kislányos, melyet hajcsatja, türkiz gyöngynyaklánca és lila ruhája is erősít. Általában édesanyja közelében látható, akire erősen támaszkodik fiatalsága és bátortalansága miatt. Az anime eseményei során szert tesz némi bátorságra, amikor bátran harcol Melona ellen vagy, amikor a Queen’s Blade bajnokság döntőjében kiszabadítja a szüleit Aldra fogságából. A bajnokság során szoros kapcsolatot alakít ki Airival, akire nővéreként tekint fel.
Owen (オーウェン; Óven; Hepburn: Ōwen)
Szinkronhangja: ?  (japán), Wayne Grayson (angol)
Cattleya férje és Rana apja. A Sárkányölő (竜を討つ者; Rjú o ucu mono; Hepburn: Ryū o utsu mono) néven is ismert utazó és vadász egy misztikus kincset keresve elhagyta az akkor épp állapotos Cattleyát, akinek így egyedül kellett felnevelni gyermeküket. Owen sosem tért vissza, s a Queen’s Blade bajnokság alatt kiderül, hogy Aldra zárta borostyánkőbe a termében. Miután Rana kiszabadítja őt és Cattleyát, a család együtt él tovább falujukban.

#### További
Hans, a szuvenírkereskedő (土産物屋 ハンス; Mijagemonoja Hans / Mijagemonoja Hanszu; Hepburn: Miyagemonoya Hans / Miyagemonoya Hansu)
Szinkronhangja: Aszó Tomohisza (dráma CD)  (japán)
Egy szuvenírbolt tulajdonosa Gainosban. Setra az üzletében volt látható, mielőtt Menace megtalálta. A Queen’s Blade résztvevőinek figuráit árulta, de Menace és Setra ezt felfedezték, majd kizsarolták az összegyűjtött pénzét, amelyet az Amara Királyság feltámasztására használtak fel. Hans a Hobby Japan avatárjaként és szóvivőjeként is szerepel, mivel a Queen’s Blade Staff Blog bejegyzéseit gyakran az ő neve alatt írták. A szereplőt F.S. illusztrálta.

### Mennyország
Főangyal (天使長; Tensicsó; Hepburn: Tenshichō)
Szinkronhangja: Honda Takako  (japán), Allison Cohen (angol)
Az angyalok vezetője a Mennyben és a Queen’s Blade bajnokság szervezője.
Hachiel (ハチエル; Hacsieru; Hepburn: Hachieru)
Szinkronhangja: Kikucsi Kokoro  (japán), Elizabeth Williams (angol)
Egy angyal, Nanael legjobb barátja. A Főangyal segítőjeként figyelemmel kíséri Nanael cselekedeteit. Neve a hacsi (japánul nyolc) szóból ered.
Sevel (セヴェル; Szeveru; Hepburn: Severu)
Szinkronhangja: Honda Jóko  (japán)
Egy angyal a Mennyben. Neve a seven (angolul hét) szóból ered.
Hebtael (ヘブタエル; Hebutaeru)
Szinkronhangja: Szató Szatomi, Akucu Kana (OVA)  (japán)
Egy angyal a Mennyben. Neve a hepta (latinul hét) szóból ered.
Achtel (アハトエル; Ahatoeru)
Szinkronhangja: Jahagi Szajuri  (japán)
Egy angyal a Mennyben. Neve az Acht (németül nyolc) szóból ered.
Liliel (リリエル; Ririeru)
A Mennyország hírvivője. Neve utalás Gábriel arkangyalra, akinek jelképe a liliom.

## Fordítás
- Ez a szócikk részben vagy egészben  a   List of Queen's Blade characters című angol Wikipédia-szócikk ezen változatának fordításán alapul.  Az eredeti cikk szerkesztőit annak laptörténete sorolja fel. Ez a jelzés csupán a megfogalmazás eredetét és a szerzői jogokat jelzi, nem szolgál a cikkben szereplő információk forrásmegjelöléseként.